# Jan Gerbrand Striening
Jan Gerbrand Striening (Deventer, 19 januari 1860- Leiden, 12 januari 1932) was een Nederlands violist.
Hij was zoon van kunstschilder Jan Striening (Janszoon) en Jannetje Gaijkema. Zelf was hij getrouwd met de Duitse Elise Marie Emilie Antonia Strube. Hij werd gecremeerd op Westerveld.
Zijn muziekonderwijs verkreeg hij eerst in zijn geboortestad, vervolgens in Amsterdam van Frans Coenen en weer later bij Joseph Joachim aan de Hochschule in Berlijn. Na die studie werd hij eerste violist in het orkest van de Duitse Opera in Rotterdam, soleerde door het hele land en Duitsland. Hij speelde ook wel met het Residentie Orkest van Henri Viotta. Voorts nam hij zitting in kamermuziekensembles.
Tussen 1882 en 1931 (eervol ontslag) was hij het vioolleraar aan de muziekschool van de Maatschappij tot Bevordering der Toonkunst in Leiden aan de Noordeinde. Hij was er enige tijd directeur vanwege ziekte van Thomas Enderlé. Zijn bekendste leerling was violist Paul van Kempen.
Hij componeerde tussendoor ook nog. Er volgde liederen, een Andante voor viool, een Barcarole voor viool, een Sonate voor viool en piano etc. Van zijn hand kwamen ook het zangspel in drie bedrijven onder de titel Doornroosje, een orkestouverture, Variaties voor viool en orkest, een Suite voor strijkorkest en een strijkkwartet (1928/1929).
Dochter Johanna/Hanna Striening (Leiden, 24 juni 1885 - Leiden, augustus 1956) werd eveneens violist. Zij bracht het tot solist bij  bijvoorbeeld het Haarlemse Muziekcorps van Christiaan Pieter Willem Kriens (februari 1904). In 1919 verdween ze van de podia. Ze was tot haar dood lerares in viool, altviool en ensemblespel.